# Diocèse de Montego Bay
Le diocèse de Montego Bay ((la) : Dioecesis Sinus Sereni) est un diocèse de l'Église catholique couvrant le nord-ouest de la Jamaïque érigé en 1967 par séparation d'avec le diocèse de Kingston devenu lui un archidiocèse. Son actuel titulaire est Burchell Alexander McPherson depuis 2013, il est suffragant de l'archidiocèse de Kingston en Jamaïque et son siège est à la cathédrale du Très-Saint-Sacrement (en) de Montego Bay. Il est membre de la Conférence épiscopale des Antilles.